# ماركوس فيلدمان
ماركوس فيلدمان (بالإنجليزية: Marcus Feldman)‏ هو أحيائي وباحث أمريكي، ولد في 14 نوفمبر 1942 في برث في أستراليا.